# 佐野ひろ

佐野 ひろ（さの ひろ、1975年〈昭和50年〉3月7日 - ）は、タイ王国で活動する日本の俳優。
タイのテレビで日本を紹介する旅行番組『すごいジャパン』を企画・制作し、自らレポーターとしても出演している。

## 経歴
またはタイ人が呼ぶようにヒロさんは、 1975年3月7日で生まれた日本人俳優です。人はタイ語を話せます。
横浜市出身。
2001年、テレビ・コマーシャルへの出演依頼をきっかけにタイに渡り、以降タイ語を身につけ、コマーシャルやテレビドラマに出演するようになった。
2007年、タイ国内で日本に対する誤解が激しいことを憂い、タイで映像制作会社を設立し、番組制作に従事する。
2013年から企画・制作し、自らレポーターとしても出演しているタイの旅行番組『すごいジャパン』は、大きな影響力をもち、取り上げられた日本の観光地にタイ人観光客が多数訪れるようになることから、自治体関係者などから「神様」とも呼ばれているという。
2014年、日本政府観光局（JNTO）バンコク事務所は、佐野に対し「Japan Tourism Award in Thailand」特別賞を贈った。

## おもな出演作品

### 映画
- Les fils du vent、2004年- フランス映画
- インビジブル・ウェーブ (Invisible Waves：คำพิพากษาของมหาสมุทร)、2006年 - 浅野忠信主演のタイの映画
- チョコレート・ファイター (Chocolate：ช็อคโกแลต)、2008年 - 阿部寛主演のタイの映画
- Legend of the Tsunami Warrior (ปืนใหญ่จอมสลัด)、2008年[5]
- シャンハイ (Shanghai)、2010年
- A Moment in June (ณ ขณะรัก)、2008年